# غاري ليتش (رسام بالرصاص)
غاري ليتش (بالإنجليزية: Garry Leach)‏ هو رسام بالرصاص بريطاني، ولد في 19 سبتمبر 1954.